# 彦坂桜
彦坂 桜（ひこさか さくら、7月2日 - ）は、日本のファッションモデル、美脚スペシャリスト。

## 来歴
愛知県出身。金城学院大学卒業。
大学時代、冨永愛が出演するイベントに訪れた際ウォーキングをみて感銘を受けモデルを志す。
また、日本テレビのバラエティ番組『ザ!世界仰天ニュース』のパーツモデル特集で取り上げられた際に冨永と共演している。
アツギのパッケージモデルに日本人モデルが初めて抜擢され、以後15年に渡り起用されている。

## 所持資格
美脚セラピスト・ホリスティックビューティーアドバイザー・手話技能検定を所持している。

## 出演

### 雑誌
- 25ans
- 25ans Wedding
- ELLE
- Precious
- FIERCIVE
- 装苑
- FIGARO japon
- Harper's Bazaar

### ファッションショー
- LEONARD
- CHANEL
- EMILIOPUCCI
- VALENTINO
- YUMI KATSURA
- HIROKO KOSHINO
- Ne-net
- NOZOMI ISHIGURO
- 神戸コレクション
- Omotesandohills Collection

### パーツモデル
- アツギ美脚モデル　ATSUGI全商品パッケージ
- EXHALE
- Tabio
- ナイガイ
- LITE MUSE
- CARON
- 片倉工業
- Bas（Paris）
- フィガロジャポン
- Harper’s Bazaar
- POLA
- KOSE